# ニトラ
ニトラ (Nitra [ˈɲitra] 音声) はスロヴァキアの都市。ドイツ語ではノイトラ (Neutra) と称される。

## 地勢・産業
ドナウ川の支流であるニトラ川の河畔に位置する。食品産業が盛んである。近隣の都市としては、約70キロメートル西に首都のブラチスラヴァ、115キロメートル南東にブダペシュトが位置する。

## 歴史
9世紀初頭、この地を中心としてニトラ公国が建てられたが、まもなくモラヴィア王国によって併合された。11世紀よりハンガリー王国の支配下に入った。17世紀後半、一時的にオスマン帝国領となった。第一次世界大戦を経てチェコスロヴァキア領となり、チェコとスロヴァキアの分裂にともなってスロヴァキア領となった。

## 統計
2001年調査によると、ニトラの人口は87,285人である。95.4%はスロバキア人、1.7%はハンガリー人、0.9%はチェコ人、0.4%がロマである。信仰は74.2%はカトリック教会、17.2%は無信仰、2.8%がルーテル教会に属する。

## 観光
中欧・東欧で最大の盆栽博覧会であるボンサイ・スロバキア (en) が毎年4月にニトラで開催され、市民・愛好家ら4万人が訪れる。

## 姉妹都市
- チェスケー・ブジェヨヴィツェ、チェコ
- オシエク、クロアチア
- ジェロナ・グラ、ポーランド
- バチュキ・ペトロヴァツ、セルビア
- ゴスフォード、オーストラリア
- クロミェリツ、チェコ
- ナパーヴィル、アメリカ合衆国
- スピシュスカー・ノヴァー・ヴェス、スロバキア
- ズーテルメール、オランダ

## 参照
1. 1 2  “Municipal Statistics”.   Statistical Office of the Slovak republic. 2008年2月17日閲覧。